# Sarcotragus aliger
Sarcotragus aliger är en svampdjursart som först beskrevs av Burton 1928. Sarcotragus aliger ingår i släktet Sarcotragus och familjen Irciniidae.
Artens utbredningsområde är Myanmar. Inga underarter finns listade i Catalogue of Life.